# Satulainen
Satulainen är en sjö i kommunen Ilomants i landskapet Norra Karelen i Finland. Sjön ligger 145 meter över havet. Den är 3,33 meter djup. Arean är 52 hektar och strandlinjen är 5,16 kilometer lång. Sjön  ingår i Vuoksens huvudavrinningsområde.   Den ligger omkring 70 kilometer öster om Joensuu och omkring 410 kilometer nordöst om Helsingfors. 